# マウント・スコット＝アリータ (ポートランド)
マウント・スコット＝アリータ（Mt. Scott-Arleta）は、アメリカ合衆国オレゴン州ポートランドの地区の一で、同市の南東部区域に属している。北部でフォスター通り（Foster Road）、西部で60番通り（SE 60th Avenue）、東部で82番通り（SE 82nd Avenue）、南部でデューク通り（SE Duke）が地区境を成しており、西部でウッドストック地区、北部でフォスター＝パウエル地区、東部でレンツ地区、南部でブレントウッド＝ダーリントン地区と隣接している。
マウント・スコット公園があり、中にはマウント・スコット・コミュニティ・センターがある。

## 教育
- アリータ小学校